# Distretto di Tagiura e al-Nawahi al-Arba
Il distretto di Tagiura e al-Nawahi al-Arba (in arabo شعبية تاجوراء والنواحي الأرب) è stato uno dei 32 distretti della Libia; con la riforma del 2007 è entrato a far parte del distretto di Tripoli.
Si trovava nella regione storica della Tripolitania. Aveva una superficie di 1.430 km² e una popolazione (2003) di circa 267 000 abitanti. Capoluogo era la città di Tagiura.